# Sörbyskogen
Sörbyskogen är ett grönområde i Örebro. Området, som till största delen består av skog, sträcker sig längs en förkastningsbrant söder om stadens centrum och gränsar till Gustavsvik/Ladugårdsängen, Sörbyängen, Brickebacken/Brickeberg samt Adolfsberg. Rakt genom området skär Glomman. Sörbyskogen, som länge låg långt från centrum, har en viss bebyggelse i form av fritidshus och småhus. I området finns flera elljusspår, samt en mindre skidbacke med lift. Kring skidbacken har ett populärt motionscentrum utvecklats för MTB och gå i "trappan". Söder om Glomman har IOGT-NTO ett kafé med tillhörande minigolfbana. Skogen har många stigar som utnyttjas för MTB och traillöpning.